# Biwak (Fernsehsendung)
Biwak war eine Fernsehsendung des Mitteldeutschen Rundfunks. Das Team um den Dresdner Moderator Thorsten Kutschke begab sich auf heimische und weltweite Reportage-Reisen und begleitete Protagonisten, meist aus Mitteldeutschland, bei ihren Touren und Abenteuern.
In Folge 5 Zu den Heiligen Gipfeln des Altai von Staffel 11 gibt Thorsten Kutschke das Ende von Biwak mit den Worten bekannt: „Manchmal muss man eben aufhören“.

## Sendung
Ausgestrahlt wurde Biwak seit 2017 regelmäßig im Sommer in 2 Staffeln à 5 × 25 Minuten, jeweils Montag bis Donnerstag und Samstag von 19:50 Uhr bis 20:15 Uhr im MDR Fernsehen und ist in der ARD-Mediathek abrufbar.
Erstmals wurde Biwak am 12. Juli 1991 als Magazin, konzipiert und moderiert von Horst Mempel, von der DFF Länderkette ausgestrahlt. Mempel wurde 2001 wegen seiner Stasi-Tätigkeit vom MDR entlassen, seitdem wurde die Sendung von Thorsten Kutschke moderiert.

## Sendungsübersicht
- S01/E1-E5 Biwak rockt den Balkan (2018)
- S02/E1-E5 Biwak – Über die Seidenstraße ins Himmelsgebirge (2015)
- S03/E1-E5 Biwak in Armenien (2019)
- S04/E1-E5 Biwak – Traumtouren in der Sächsischen Schweiz (2021)
- S05/E1-E5 Biwak in Bolivien (2020)
- S06/E1-E5 Biwak – 30 Jahre Abenteuer zwischen Sandstein und 8000ern
- S07/E1-E5 Biwak – Abenteuer Tatra
- S08/E1-E5 Biwak in Island (2022)
- S09/E1 Kletterfelsen im Feuer (2023)
- S09/E2 Eine Waldläuferin in der Sächsischen Schweiz (2023)
- S09/E3 Seiltanz überm Abgrund (2023)
- S09/E4 Klettern auf den Spuren der (Alt-) Meister (2023)
- S09/E5 Zauberland! Abgebrannt? (2023)
- S10/E1 Kletterabenteuer in Belogratschik in Bulgarien (2023)
- S10/E2 Mit dem Camper-Truck ins Rila-Kloster in Bulgarien (2023)
- S10/E3 Göttliche Höhle und Wildes Pirin-Gebirge in Bulgarien (2023)
- S10/E4 Wiedersehen mit einer Olympiasiegerin in Griechenland (2023)
- S10/E5 Aufstieg zum Olymp – Thron der Götter in Griechenland (2023)